# Ћики, ћики
Ћики, ћики је други албум Стоје. Издат је 1999. године. Издавачка кућа је Grand Production, а продуцент Горан Ратковић Рале.

## Песме
1. Ћики, ћики
2. Преварени
3. Гори, гори стара љубав
4. Не моли ме
5. Сто година
6. Нећу да остарим / Моје срце остарити не сме
7. Бићу твоја (дует с Ђанијем)